# Nicky Wood
Nicholas Anthony „Nicky“ Wood (* 11. Januar 1966 in Oldham) ist ein ehemaliger englischer Fußballspieler.

## Karriere
Wood kam 1981 als Jugendspieler zu Manchester United und gehört 1982 als Einwechselspieler hinter den gesetzten Stürmern Norman Whiteside und Mark Hughes zur Jugendmannschaft, die im Finale um den FA Youth Cup Watford mit 6:7 nach Hin- und Rückspiel unterlag. 1983 unterzeichnete Wood, der parallel zu seiner Fußballerlaufbahn an der University of Manchester Wirtschaft studierte, einen Profivertrag. Von Dave Sexton wurde er 1985 in das englische Aufgebot für die Junioren-Weltmeisterschaft in der Sowjetunion berufen. Das schlecht vorbereitete Team schied dabei nach Niederlagen gegen China und Mexiko sowie einem Unentschieden gegen Paraguay bereits nach der Vorrunde aus, Wood gehörte dabei in den ersten beiden Spielen gegen Paraguay und China zur Startformation.
Zu seinem Pflichtspieldebüt für Manchester kam der Offensivspieler am Boxing Day 1985 als Einwechselspieler gegen Everton, über ein Jahr später gab er unter Trainer Alex Ferguson am 28. März 1987 gegen Nottingham Forest sein Startelfdebüt. Zu Beginn der Saison 1988/89 diagnostizierten Ärzte einen Ermüdungsbruch an der Wirbelsäule als Grund für seine bereits seit einem Jahr bestehenden Rückenprobleme. Auf ärztlichen Rat hin beendete er wegen dieser Verletzung im Januar 1989 seine Karriere.